# Ferdinand Čatloš
Ferdinand Čatloš (Liptovský Peter, 7 ottobre 1895 – Martin, 16 dicembre 1972) è stato un generale e politico slovacco.

## Biografia
Attraverso la sua breve carriera nell'amministrazione della Repubblica Slovacca durante la II guerra mondiale, ebbe l'incarico di ministro della difesa. Fu anche comandante dell'armata da campo Bernolák durante l'invasione della Polonia del 1939. Dal 1940 fu membro del Consiglio di Stato della Repubblica Slovacca. Nel 1944 fu uno dei principali capi dell'Insurrezione nazionale slovacca contro la Germania nazista, ma fu brutalmente deposto e arrestato. Dopo la seconda guerra mondiale fu imprigionato per un breve periodo, venne liberato nel 1948 e passò il resto della sua vita a Martin, in Slovacchia.
Fu sepolto al Cimitero nazionale di Martin.